# La Capilla
La Capilla – miasto w Kolumbii, w departamencie Boyacá.